# Staw pod pałacem SGGW
Staw pod pałacem SGGW – staw w Warszawie, w dzielnicy Wilanów.

## Położenie i charakterystyka
Staw leży po lewej stronie Wisły, w stołecznej dzielnicy Wilanów, na obszarze MSI Błonia Wilanowskie, u podnóża skarpy warszawskiej i pałacu Krasińskich, na terenie należącym do Szkoły Głównej Gospodarstwa Wiejskiego. Znajduje się na obszarze zlewni Potoku Służewieckiego, w pobliżu Rowu Wolica. W otoczeniu znajduje się park dolny zespołu pałacowo-parkowego Rozkosz z fontanną, a także schody i taras.
Staw położony jest na terenie rezerwatu przyrody Skarpa Ursynowska o łącznej powierzchni 20,8037 ha oraz na terenie Warszawskiego Obszaru Chronionego Krajobrazu. Występują tu przedstawiciele gatunków płazów: ropucha szara, żaba trawna, rzekotka drzewna, traszka zwyczajna i kumak nizinny, a wśród roślin: trzcina pospolita, mozga trzcinowata, pałka szerokolistna, wiązówka błotna i rzęsa drobna.
W 2016 roku zakończyła się przebudowa terenu skarpy pod pałacem. Objęła ona między innymi staw, który został odkrzaczony i powiększony. Dodatkowo teren został ogrodzony i oddzielony od reszty rezerwatu.
Zgodnie z „Programem Ochrony Środowiska dla m. st. Warszawy na lata 2009–2012 z uwzględnieniem perspektywy do 2016 r.” staw położony jest na terasie nadzalewowej. Powierzchnia przed przebudową wynosiła 0,0216 ha, a po jej przeprowadzeniu wynosi około 0,146 ha. Staw jest bezodpływowy. Zasilany jest okresowo wodami podziemnymi. Według numerycznego modelu terenu udostępnionego przez Geoportal lustro wody znajduje się na wysokości 89,2 m n.p.m. Identyfikator MPHP to 130936224.